# Савельев, Иван Степанович
Ива́н Степа́нович Саве́льев (1903, село Менка, ныне Вяземского района Смоленской области — ?) — советский партийный деятель, заведующий отделом машиностроения ЦК КПУ. Депутат Верховного Совета УССР 3—5-го созывов. Член Ревизионной Комиссии КПУ в 1940—1960 годах. Член ЦК КПУ в 1960—1961 годах. Кандидат в члены ЦК КПУ в 1961—1966 годах.

## Биография
Родился в семье рабочего. Трудовую деятельность начал учеником слесаря.
Окончил Первую Московскую тракторную школу. Работал трактористом Муганского мелиоративного строительства у города Баку Азербайджанской ССР, механиком в Акмолинской области Казахской АССР.
В 1925—1927 годах — в Красной Армии.
Член ВКП (б) с 1927 года.
В 1927—1932 годах — слесарь таксомоторного парка в городе Москве.
В 1932—1935 годах — слушатель Военной Академии моторизации и механизации РККА имени Сталина.
В 1935—1939 годах — технолог, начальник цеха Харьковского моторостроительного завода № 75.
В 1939—1941 годах — парторг ЦК ВКП(б) Харьковского моторостроительного завода № 75. В 1941 году был эвакуирован в восточные районы СССР.
В 1941—1942 годах — заместитель секретаря комитета ВКП (б) Челябинского тракторного завода РСФСР.
С 1942 года — инструктор ЦК ВКП(б). Затем работал директором Уральского турбомоторного завода (№ 76 НКТП).
В июле 1947 — декабре 1948 года — заместитель секретаря Харьковского областного комитета КП(б)У по машиностроению — заведующий отделом машиностроения Харьковского областного комитета КП(б)У.
В декабре 1948 — июне 1953 года — заведующий отделом машиностроения ЦК КП(б)У.
В июне 1953 — августе 1954 года — заведующий промышленно-транспортного отдела ЦК КПУ.
В августе 1954—1960 года — заведующий отделом машиностроения ЦК КПУ.
22 апреля 1960 — 10 августа 1961 — председатель Государственного научно-технического комитета Совета Министров Украинской ССР.
В 1961—1965 годах — заместитель председателя Государственного комитета Совета Министров СССР по координации научно-исследовательских работ.
С 1965 года — заведующий отделом Управления делами Совета Министров Украинской ССР.
Потом — на пенсии.

## Награды
- три ордена Трудового Красного Знамени (19.09.1941, 30.04.1945, 8.08.1966)
- орден «Знак Почета» (23.01.1948)
- орден Красной Звезды
- прочие ордена
- медали